# Campionati tedeschi di sci alpino 2021
I Campionati tedeschi di sci alpino 2021 si sono svolti a Garmisch-Partenkirchen e a Götschen dal 20 febbraio al 28 marzo. Il programma ha incluso gare di discesa libera, supergigante, slalom gigante, slalom speciale e combinata, sia maschili sia femminili.
Trattandosi di competizioni valide anche ai fini del punteggio FIS, hanno potuto partecipare anche sciatori di altre federazioni, senza che questo consentisse loro di concorrere al titolo nazionale tedesco. 

## Risultati

### Uomini

#### Discesa libera
| Pos. | Atleta            | Nazione   | Tempo   |
| ---- | ----------------- | --------- | ------- |
| 1    | Dominik Schwaiger | Germania  | 1:00,21 |
| 2    | Simon Jocher      | Germania  | 1:00,83 |
| 3    | Manuel Schmid     | Germania  | 1:00,97 |
| 4    | Jacob Schramm     | Germania  | 1:01,64 |
| 5    | Fabian Bachler    | Austria   | 1:02,29 |
| 6    | Elian Lehto       | Finlandia | 1:02,46 |
| 6    | Luis Vogt         | Germania  | 1:02,46 |
| 8    | Lukas Broschek    | Austria   | 1:02,65 |
| 9    | Elias Ott         | Svizzera  | 1:02,58 |
| 10   | Gabriel Aregger   | Svizzera  | 1:02,81 |

Data: 20 febbraio

Località: Garmisch-Partenkirchen

#### Supergigante
| Pos. | Atleta            | Nazione   | Tempo   |
| ---- | ----------------- | --------- | ------- |
| 1    | Dominik Schwaiger | Germania  | 1:05,76 |
| 2    | Lukas Zippert     | Svizzera  | 1:05,79 |
| 3    | Otmar Striedinger | Austria   | 1:05,86 |
| 4    | Simon Jocher      | Germania  | 1:05,92 |
| 5    | Manuel Schmid     | Germania  | 1:06,50 |
| 6    | Stefan Luitz      | Germania  | 1:06,89 |
| 7    | Fabian Bachler    | Austria   | 1:07,12 |
| 8    | Matteo Amstutz    | Svizzera  | 1:07,49 |
| 9    | Paul Vonier       | Austria   | 1:07,76 |
| 10   | Turo Torvinen     | Finlandia | 1:07,81 |

Data: 21 febbraio

Località: Garmisch-Partenkirchen

#### Slalom gigante
| Pos. | Atleta             | Nazione     | Tempo   |
| ---- | ------------------ | ----------- | ------- |
| 1    | Frederik Norys     | Germania    | 1:58,14 |
| 2    | Jonas Stockinger   | Germania    | 1:58,31 |
| 3    | Alexander Schmid   | Germania    | 1:58,61 |
| 4    | Stefan Luitz       | Germania    | 1:58,86 |
| 5    | Brian McLaughlin   | Stati Uniti | 1:59,13 |
| 6    | Alec Scott         | Irlanda     | 1:59,30 |
| 7    | Bastian Meisen     | Germania    | 1:59,50 |
| 8    | Julian Schütter    | Austria     | 1:59,51 |
| 9    | Patrick Kenney     | Stati Uniti | 1:59,63 |
| 10   | Fabian Himmelsbach | Germania    | 1:59,64 |

Data: 27 marzo

Località: Götschen

#### Slalom speciale
| Pos. | Atleta             | Nazione  | Tempo   |
| ---- | ------------------ | -------- | ------- |
| 1    | Sebastian Holzmann | Germania | 1:31,05 |
| 1    | Anton Tremmel      | Germania | 1:31,05 |
| 3    | Fabian Himmelsbach | Germania | 1:31,34 |
| 4    | Simon Rueland      | Austria  | 1:31,59 |
| 5    | Linus Straßer      | Germania | 1:31,66 |
| 6    | Stefan Luitz       | Germania | 1:31,81 |
| 7    | Julian Rauchfuss   | Germania | 1:32,25 |
| 7    | Linus Witte        | Germania | 1:32,25 |
| 9    | Armin Dornauer     | Austria  | 1:32,39 |
| 10   | Thomas Dorner      | Austria  | 1:32,52 |

Data: 28 marzo

Località: Götschen

#### Combinata
| Pos. | Atleta           | Nazione   | Tempo   |
| ---- | ---------------- | --------- | ------- |
| 1    | Simon Jocher     | Germania  | 1:44,02 |
| 2    | Bastian Meisen   | Germania  | 1:45,56 |
| 3    | Raphael Riederer | Austria   | 1:45,63 |
| 4    | Stefan Luitz     | Germania  | 1:45,67 |
| 5    | Lukas Zippert    | Svizzera  | 1:45,72 |
| 6    | Fabian Bachler   | Austria   | 1:45,85 |
| 7    | Simon Luca Wolf  | Germania  | 1:46,62 |
| 8    | Elias Ott        | Svizzera  | 1:46,73 |
| 9    | Elian Lehto      | Finlandia | 1:47,00 |
| 10   | Paul Vonier      | Austria   | 1:47,06 |

Data: 21 febbraio

Località: Garmisch-Partenkirchen

### Donne

#### Discesa libera
| Pos. | Atleta                     | Nazione  | Tempo   |
| ---- | -------------------------- | -------- | ------- |
| 1    | Kira Weidle                | Germania | 1:03,42 |
| 2    | Carina Stuffer             | Germania | 1:04,45 |
| 3    | Katrin Hirtl-Stanggaßinger | Germania | 1:04,95 |
| 4    | Nadine Kapfer              | Germania | 1:04,99 |
| 5    | Meike Pfister              | Germania | 1:05,34 |
| 6    | Federica Sosio             | Italia   | 1:05,61 |
| 7    | Katharina Huber            | Germania | 1:05,73 |
| 7    | Anna Schillinger           | Germania | 1:05,73 |
| 9    | Laura Brandner             | Austria  | 1:05,85 |
| 10   | Leonie Bachl-Staudinger    | Germania | 1:06,02 |

Data: 20 febbraio

Località: Garmisch-Partenkirchen

#### Supergigante
| Pos. | Atleta                     | Nazione  | Tempo   |
| ---- | -------------------------- | -------- | ------- |
| 1    | Kira Weidle                | Germania | 1:09,23 |
| 2    | Katrin Hirtl-Stanggaßinger | Germania | 1:10,22 |
| 3    | Anna Schillinger           | Germania | 1:10,90 |
| 4    | Laura Brandner             | Austria  | 1:11,06 |
| 5    | Antonia Kermer             | Germania | 1:11,25 |
| 6    | Meike Pfister              | Germania | 1:11,28 |
| 7    | Carina Stuffer             | Germania | 1:11,39 |
| 8    | Nadine Kapfer              | Germania | 1:11,64 |
| 9    | Maya Traichel              | Germania | 1:11,72 |
| 10   | Teresa Runggaldier         | Italia   | 1:11,76 |

Data: 21 febbraio

Località: Garmisch-Partenkirchen

#### Slalom gigante
| Pos. | Atleta            | Nazione  | Tempo   |
| ---- | ----------------- | -------- | ------- |
| 1    | Andrea Filser     | Germania | 2:01,09 |
| 2    | Vivien Insam      | Italia   | 2:01,38 |
| 3    | Marlene Schmotz   | Germania | 2:01,42 |
| 4    | Fabiana Dorigo    | Germania | 2:01,56 |
| 5    | Jessica Hilzinger | Germania | 2:01,68 |
| 6    | Paulina Schlosser | Germania | 2:01,73 |
| 7    | Emma Aicher       | Germania | 2:01,85 |
| 8    | Christine Scheyer | Austria  | 2:01,92 |
| 9    | Sophia Walduf     | Austria  | 2:02,20 |
| 10   | Michaela Heider   | Austria  | 2:02,22 |

Data: 28 marzo

Località: Götschen

#### Slalom speciale
| Pos. | Atleta                  | Nazione     | Tempo   |
| ---- | ----------------------- | ----------- | ------- |
| 1    | Vivien Insam            | Italia      | 1:31,26 |
| 2    | Emma Aicher             | Germania    | 1:31,44 |
| 3    | Lena Dürr               | Germania    | 1:31,47 |
| 4    | Andrea Filser           | Germania    | 1:32,05 |
| 5    | Marlene Schmotz         | Germania    | 1:32,73 |
| 6    | Jessica Hilzinger       | Germania    | 1:32,86 |
| 7    | Marija Škanova          | Bielorussia | 1:33,44 |
| 8    | Vera Tschurtschenthaler | Italia      | 1:33,96 |
| 9    | Sophia Waldauf          | Austria     | 1:34,45 |
| 10   | Petra Unterholzner      | Italia      | 1:34,46 |

Data: 27 marzo

Località: Götschen

#### Combinata
| Pos. | Atleta                     | Nazione  | Tempo   |
| ---- | -------------------------- | -------- | ------- |
| 1    | Laura Brandner             | Austria  | 1:51,24 |
| 2    | Katrin Hirtl-Stanggaßinger | Germania | 1:51,38 |
| 3    | Nadine Kapfer              | Germania | 1:51,61 |
| 4    | Teresa Runggaldier         | Italia   | 1:52,45 |
| 5    | Antonia Kermer             | Germania | 1:52,47 |
| 6    | Ronja Wiesler              | Germania | 1:54,30 |
| 7    | Katharina Huber            | Germania | 1:54,85 |

Data: 21 febbraio

Località: Garmisch-Partenkirchen